# Dents du Midi
Vous lisez un « bon article » labellisé en 2020.
Les dents du Midi sont un chaînon montagneux de trois kilomètres de long situé dans le Chablais valaisan (canton du Valais) en Suisse.
Dominant le val d'Illiez et la vallée du Rhône, au sud, elles font face au lac de Salanfe, une retenue artificielle, et font partie de l'ensemble géologique du massif du Giffre. Ses sept sommets sont, du nord-est au sud-ouest : la cime de l'Est, la Forteresse, la Cathédrale, l'Éperon, la dent Jaune, les Doigts et la Haute Cime. Ils sont composés principalement de roches calcaires, notamment du calcaire gréseux dans sa partie supérieure.
Accessibles depuis Champéry, les Cerniers, Mex, Salvan et Vérossaz, les dents du Midi sont escaladées à partir de la fin du XVIIIe siècle. Il est également possible d'en faire le tour depuis 1975. Le chaînon représente un véritable symbole local et est utilisé autant pour promouvoir le val d'Illiez que pour diverses marques et associations de la région.

## Toponymie

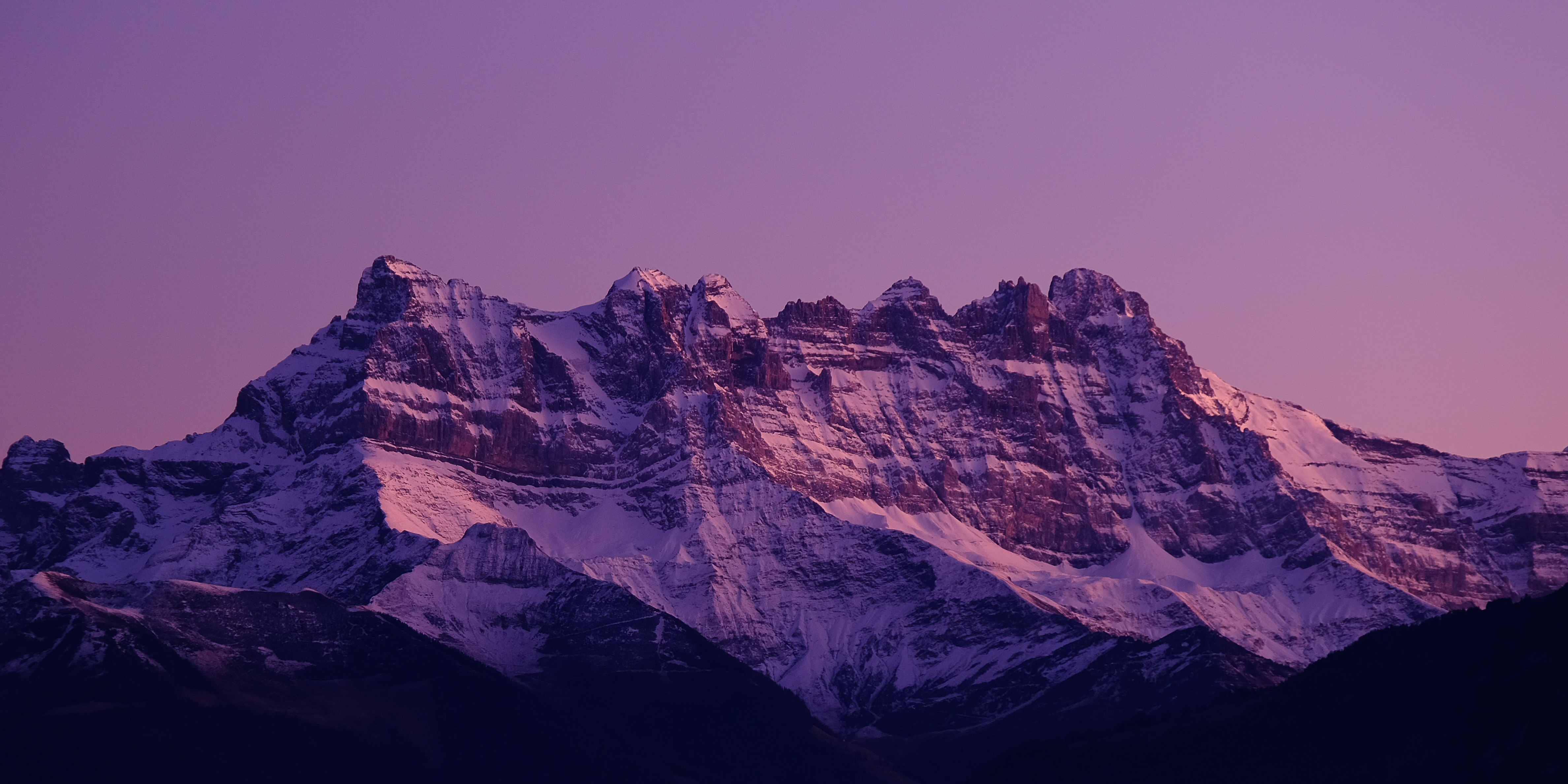
Les dents du Midi durant l'heure bleue.

Le premier nom des dents du Midi est « alpe de Chalen », datant de 1342, ensuite transformé en Chalin et qui a donné son nom à un glacier, un hameau et un refuge de montagne. C'est en 1656 que le terme « dent de Midy » est mentionné pour la première fois dans l'ouvrage Helvetia antiqua et nova du pasteur Jean-Baptiste Plantin. Durant le XIXe siècle plusieurs noms sont utilisés. À l'écriture, les plus communs sont « la dent du Midi » ou « la dent de Midi », mais les habitants du val d'Illiez utilisent « dents de Tsallen » ou « dents de Zallen », du mot patois tsalin signifiant « haut pâturage dénudé »,. Le nom de « dents du Midi » semble venir du fait que pendant le XXe siècle, les habitants du val d'Illiez utilisent le massif pour indiquer l'heure. Cette théorie est soutenue par l'ancienne appellation de la dent de Bonavau, au sud-ouest, qui porte le nom de « Dent-d'une-heure » sur des cartes éditées en 1928.
La cime de l'Est s'appelle « mont de Novierre » avant 1636, puis, après des éboulements, « mont Saint-Michel » en l'honneur de l'archange Michel et finalement « dent Noire » jusqu'aux premières cartes. Cinq des sommets n'ont alors pas de nom. À la fin du XIXe siècle, les appellations Forteresse, Cathédrale, Éperon et dent Jaune apparaissent après les premières ascensions, bien que l'Éperon et la dent Jaune portent encore les noms « dent Ruinée » et « dent Rouge » sur plusieurs cartes jusque vers 1915. Cette année-là, le « Doigt de Champéry » et le « Doigt de Salanfe » sont regroupés sous un nom commun et deviennent les Doigts. La Haute Cime a également connu plusieurs noms : « cime de l’Ouest », « dent du Midi », « dent de Tsallen » et « dent de Challent ».

## Géographie

### Situation

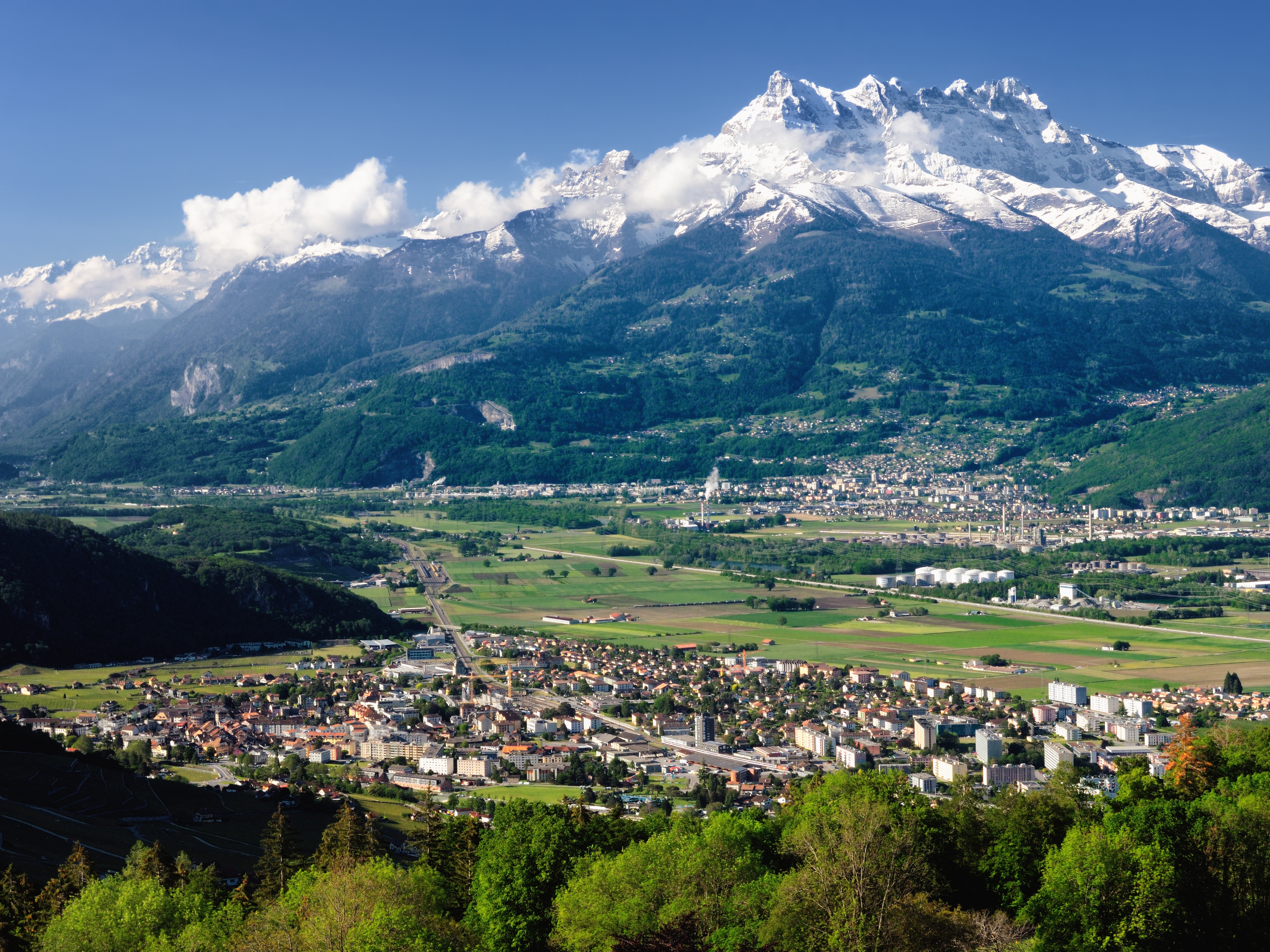
Les dents du Midi depuis Corbeyrier.

Les dents du Midi se situent à la limite entre les communes de Val-d'Illiez et d'Evionnaz. La face nord s'élève au-dessus du val d'Illiez tandis que la face sud domine le lac de Salanfe. La crête du chaînon se situe à une altitude variant entre 2 997 mètres et 3 257 mètres ; elle est visible depuis Montreux, à 30 kilomètres au nord, ainsi que depuis l'ensemble de la plaine du Rhône du Chablais vaudois,. Les dents du Midi sont orientées selon un axe allant du nord-est au sud-ouest sur une longueur de 3 kilomètres.

### Topographie
Les principaux sommets des dents du Midi sont, du nord-est au sud-ouest : la cime de l'Est (3 178 m), la Forteresse (3 164 m), la Cathédrale (3 160 m), l'Éperon (3 114 m), la dent Jaune (3 186 m), les Doigts (3 205 m et 3 210 m) et la Haute Cime (3 257 m, point culminant). Le chaînon fait partie du massif du Giffre, dont il est la limite septentrionale et qui continue au sud jusqu'au massif du Mont-Blanc.
On compte trois cols entre les différents sommets : le col de la Cime de l'Est (3 032 m), la fenêtre de Soi entre la Forteresse et la Cathédrale (3 004 m) et le col des Dents du Midi entre la dent Jaune et les Doigts (2 997 m), et un quatrième, le col des Paresseux, en contrebas de la Haute Cime (3 067 m). Les dents du Midi sont reliées à la tour Sallière par une crête au sud. C'est sur celle-ci que se trouve le col de Susanfe, qui permet de passer du vallon de Susanfe à celui de Salanfe.

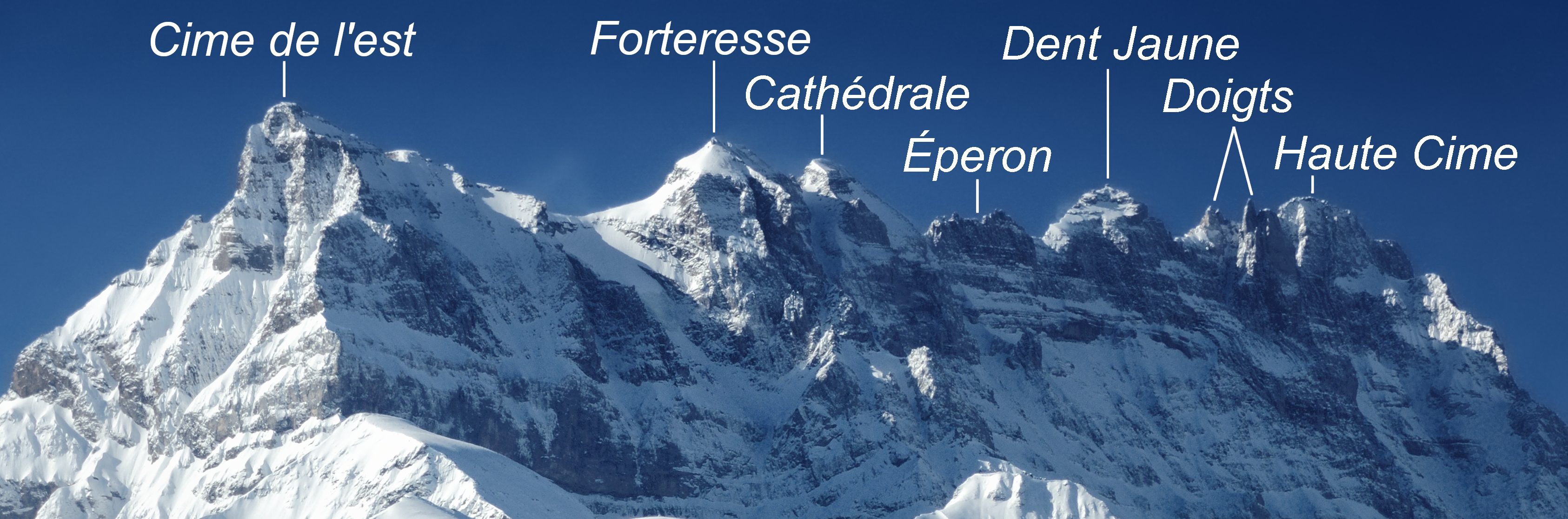
Les dents du Midi vues depuis Aigle, avec les noms des sommets.

### Géologie

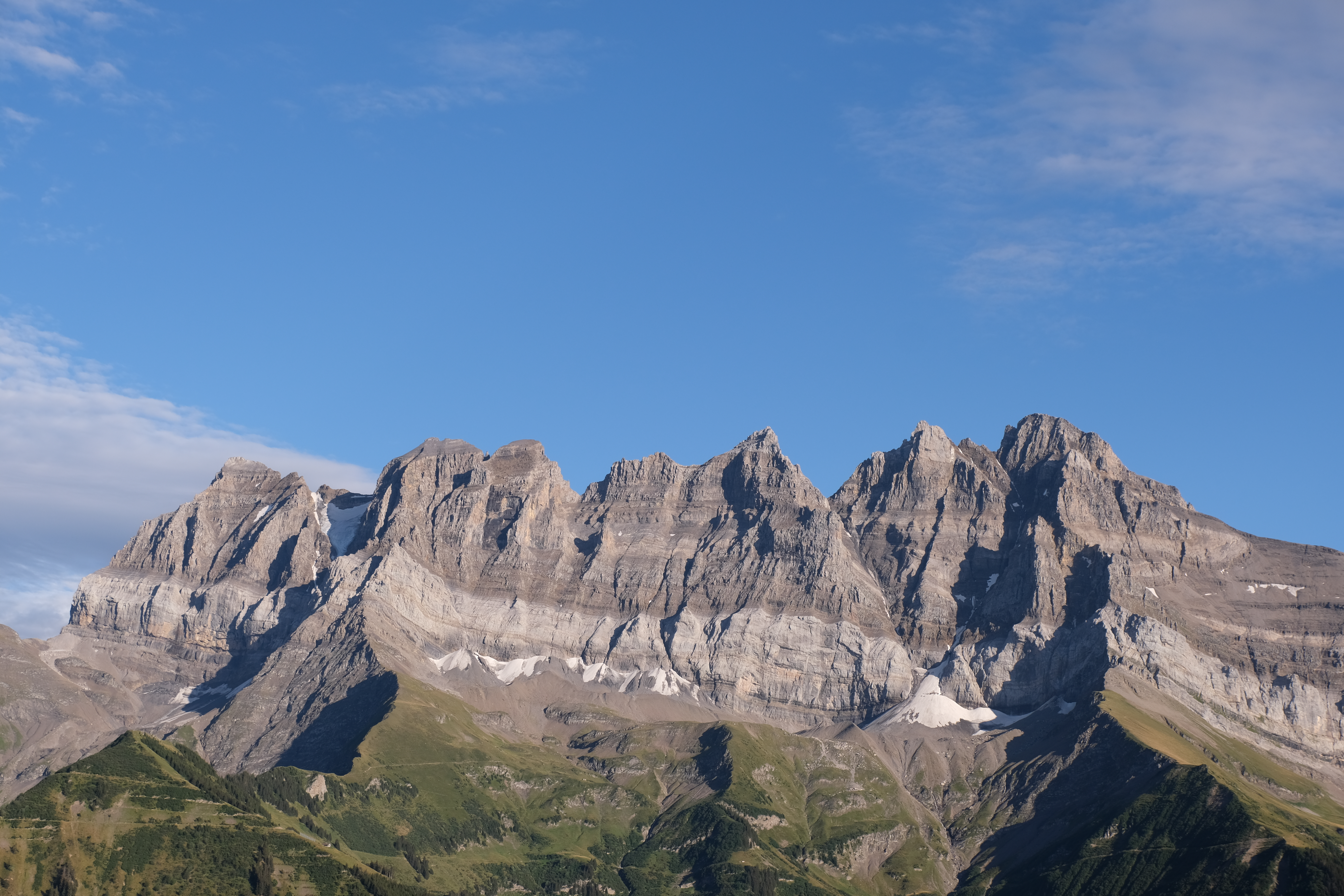
Vue des dents du Midi depuis Champoussin.

Les dents du Midi correspondent à la charnière frontale de la nappe de Morcles qui appartient aux nappes helvétiques du point de vue structurale. À l'image des autres nappes helvétiques constituant les reliefs des Alpes bernoises, la nappe de Morcles est déformé sous la forme d'un pli anticlinal couché qui résulte d'un mécanisme de cisaillement entre les unités de socles du massif des aiguilles Rouges et du massif du mont Blanc et auquel se rajoutent des replis d'amplitudes secondaires. Dans cette configuration, les dents du Midi définissent à la fois cette charnière principale mais aussi le flanc inverse du pli. Ce repli frontal s'inscrit dans une déformation progressive de la nappe de Morcles depuis la pointe de Bostan, à l'ouest, où la nappe ne forme qu'un anticlinal droit (« rouleau de Bostan ») jusqu'aux déformations plus complexe, à l'est, que l'on peut observer dans Alpes bernoises.
La série stratigraphique présente ainsi la particularité de présenter une polarité inversée. Le sommet est constitué de calcaire du Jurassique supérieur tandis que les pentes boisées recouvrent des flyschs oligocènes. L'ensemble des dépôts décrit une séquence de marge passive évoluant en plateforme carbonatée durant le Mésozoïque. Cette sédimentation est ensuite interrompue puis tronquée (Crétacé supérieur à Paléocène) par la mise en place du bassin d'avant-pays nord-alpin ou bassin molassique suisse qui est marquée par une sédimentation détritique terrigène produite par l'érosion des Alpes en formation et notamment représenté par les flyschs helvétiques (grès du Val d'Illiez) d'âge éocène tardif à oligocène précoce. L'ensemble repose sur le versant nord (val d'Illiez) sur des mélanges suprahelvétiques qui servent d'interface avec les nappes penniques du massif du Chablais. Vers le sud (lac de Salanfe), les flyschs helvétiques, en position inversée, reposent sur des calcaires du Jurassique supérieur en position normale et correspondant à la fine couverture sédimentaire du massif des aiguilles Rouges.
Les sommets des dents du Midi sont formés principalement de roches calcaires formées durant le Mésozoïque et le Cénozoïque dans le paléo-océan Téthys. Parmi celles-ci, on retrouve, sur la face nord, de l'urgonien, formé lors du Crétacé de rudistes en une bande claire sur la base du massif et entrecoupée d'une couche plus jeune et très sombre formée de nummulites. Plus haut, on trouve du calcaire gréseux du Valanginien qui se démarque par une couleur plus foncée. Le versant sud est fait de calcaires du Crétacé qui recouvrent une couche sédimentaire datant du Trias. Du flysch parautochtone recouvre cette couche sur la face nord. Ce dernier est formé entre autres d'argile, de quartz élastique et de pyrite.
La forme actuelle des dents du Midi apparaît durant la dernière des grandes glaciations, celle de Würm, qui a débuté il y a 100 000 ans. C'est alors que le chaînon est séparé des dents de Morcles par le glacier du Rhône, que le glacier du val d'Illiez dégage le flysch à la base des dents du Midi et que les eaux régionales façonnent les sommets en fonction des faiblesses de la roche. Selon certaines sources, l'Éperon est le point culminant au XVIIIe siècle. La forme du sommet et la présence de blocs de pierres vers le lac de Salanfe laissent penser qu'il s'est effondré,.

### Hydrographie

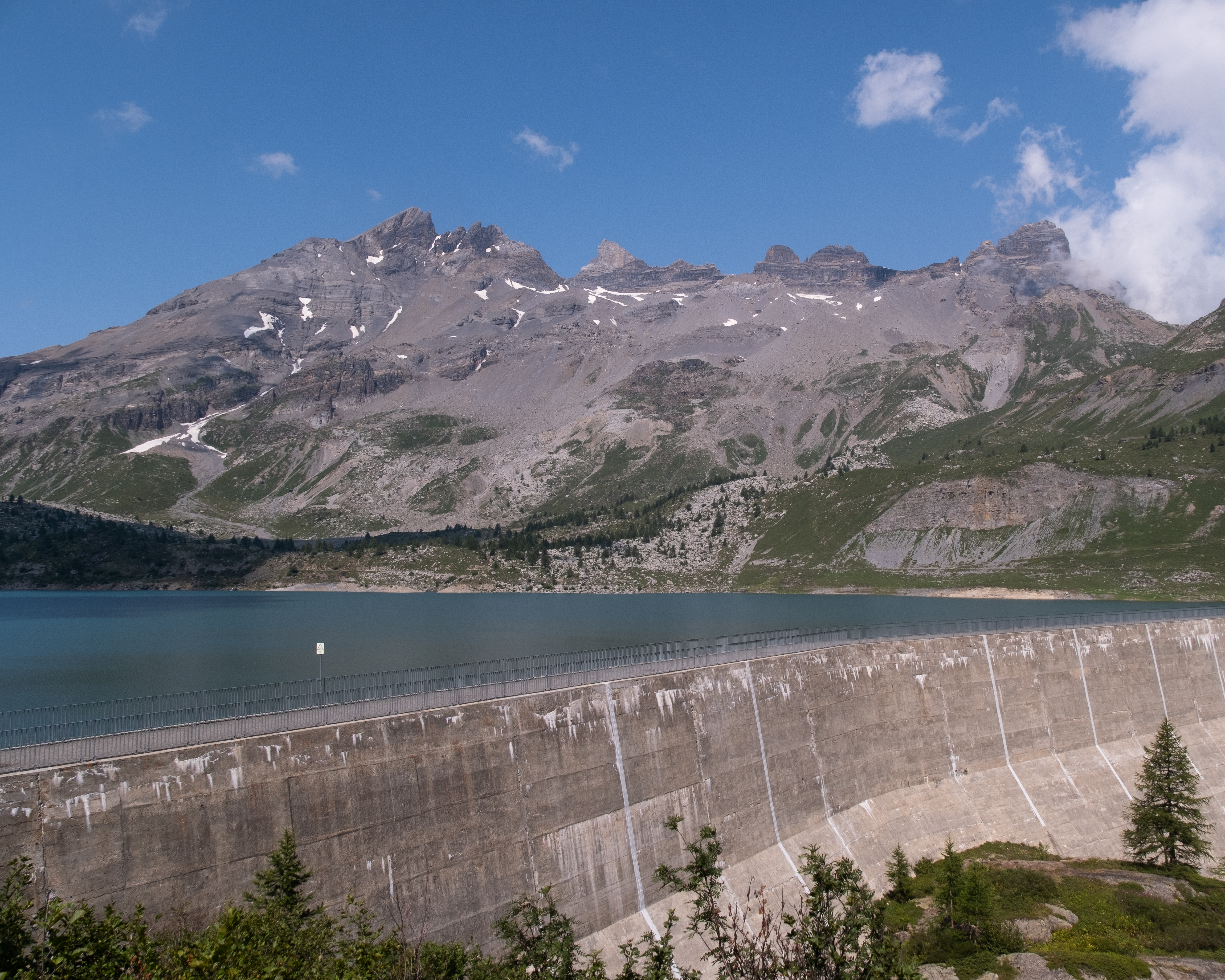
Le lac de Salanfe, son barrage et la face sud des dents du Midi.

Il existe trois glaciers sur le chaînon des dents du Midi : le glacier de Plan Névé sur la face sud, et les glaciers de Chalin et de Soi (aussi orthographié « Soy » ou « Soie ») sur la face nord. Ce dernier approvisionne le lac de Soi, un petit lac de montagne situé à 2 247 mètres d'altitude. Un torrent du même nom y naît et se jette dans la Vièze. Le lac de Salanfe, qui se situe sur le versant sud des dents du Midi, à 1 925 mètres d'altitude, alimente la zone des Bains de Val-d'Illiez, située en contrebas du versant nord à 709 mètres d'altitude et à 9 kilomètres du lac. La source d'eau chaude est apparue en 1953 après plusieurs séismes peu marqués. On ignore son origine jusqu'en 2001, année où est conduite une enquête scientifique sur une fuite d'eau au sud du lac.

### Sismicité et éboulements
Selon le système de mesure suisse, la cime de l'Est et l'ensemble de la face sud se situent dans une zone de risque sismique 3b, c'est-à-dire la catégorie des régions les plus exposées, tandis que le versant nord se trouve en zone de risque sismique 3a.
Les dents du Midi connaissent de nombreux éboulis. En 1925, la face est de la cime de l'Est s'effondre ; des coulées atteignent la région du Bois Noir à Saint-Maurice sur plusieurs jours en détruisant des routes et la canalisation d'eau de la ville. D'autres effondrements notables ont eu lieu depuis le premier millénaire, en 563, 1635, 1636 et 1835. Le dernier grand éboulement a eu lieu en 2006 : un million de mètres cubes de roches se sont détachés de la Haute Cime sur le versant nord. Ces événements sont des phénomènes de haute altitude et n’atteignent généralement aucune habitation.

### Climat
Selon la classification de Köppen, le climat des dents du Midi est un climat de toundra (ET). Il n'y a pas de station météorologique sur les dents du Midi. La station proche la plus représentative est celle du plateau Rosa, située à 65 kilomètres au sud-est, à une altitude de 3 440 mètres. Le climat aux deux endroits présente des hivers très froids et des étés frais. Les dents du Midi agissent comme un barrage face aux masses d'air venant du nord-ouest, ce qui crée des précipitations autour des sommets et sur les villages du val d'Illiez.
| Mois                              | jan. | fév. | mars | avril | mai | juin | jui. | août | sep. | oct. | nov. | déc. | année |
| --------------------------------- | ---- | ---- | ---- | ----- | --- | ---- | ---- | ---- | ---- | ---- | ---- | ---- | ----- |
| Température minimale moyenne (°C) | −17  | −18  | −16  | −13   | −7  | −4   | −2   | −1   | −4   | −8   | −13  | −17  | −10   |
| Température maximale moyenne (°C) | −9   | −10  | −8   | −5    | 1   | 6    | 8    | 8    | 5    | 0    | −6   | −9   | −1,6  |
| Précipitations (mm)               | 68   | 65   | 64   | 83    | 136 | 118  | 114  | 110  | 93   | 74   | 71   | 73   | 1 069 |

### Faune et flore
Les dents du Midi se situent entre l'étage alpin et l'étage nival, au-dessus de la limite des arbres. Les terrains en éboulis non stabilisés vers 2 500 mètres d'altitude ne laissent de place qu'à certaines espèces particulières de plantes. On y trouve ainsi le tabouret à feuilles rondes (Noccaea rotundifolia), la saxifrage faux Orpin (Saxifraga aizoides) et à feuilles opposées (Saxifraga oppositifolia) ou le génépi dans les endroits difficilement accessibles. Près des glaciers se rencontrent des plantes rares, telles que des pensées du Mont-Cenis (Viola cenisia). Au-dessus de 2 500 mètres, les dents du Midi sont couvertes de neige neuf mois par an ; il y a très peu de végétation. Les rares plantes qui y poussent sont les gentianes de Bavière (Gentiana bavarica), le saule réticulé (Salix reticulata) et les renoncules alpestres (Ranunculus alpestris).

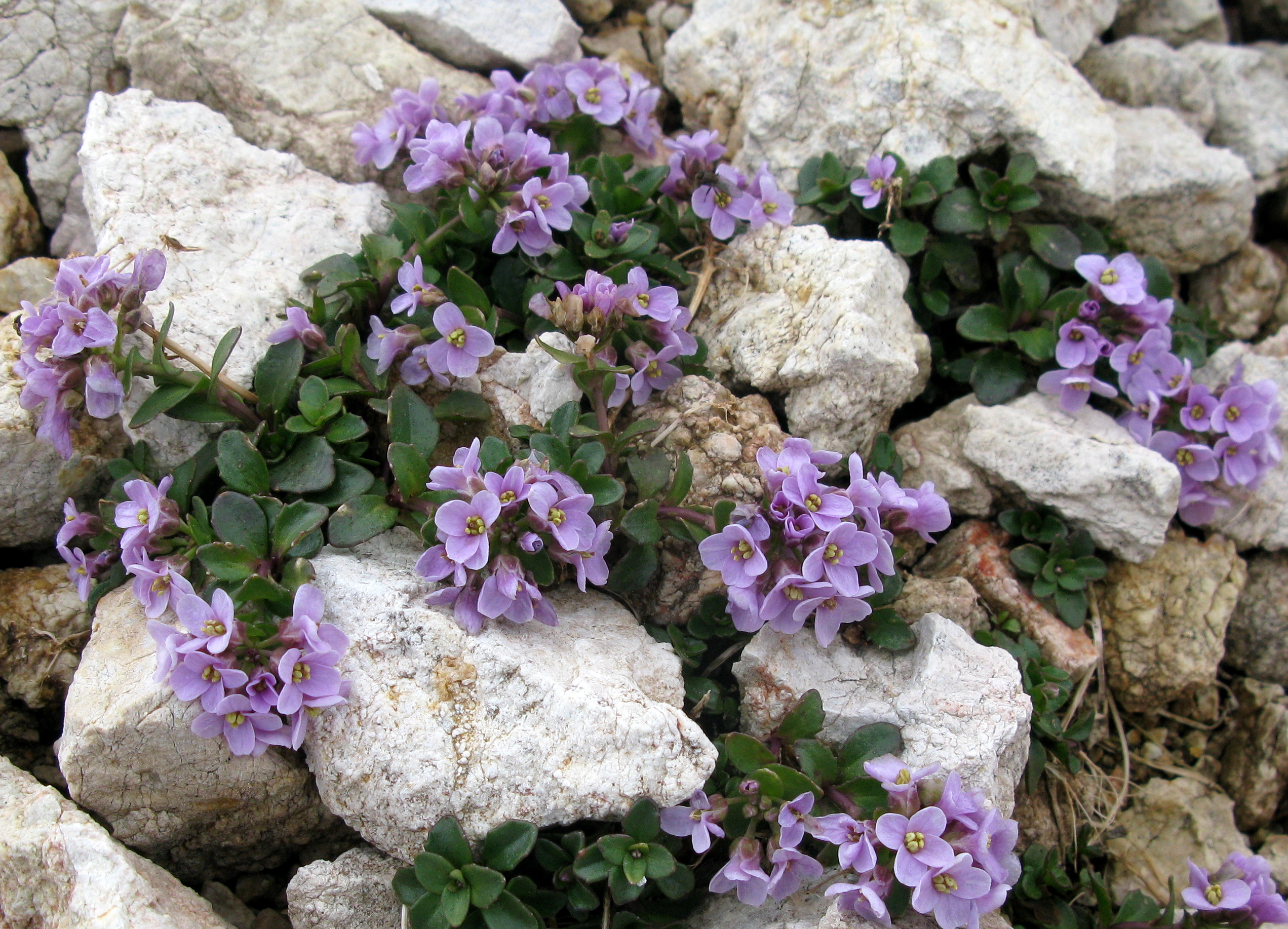
Tabouret à feuilles rondes.
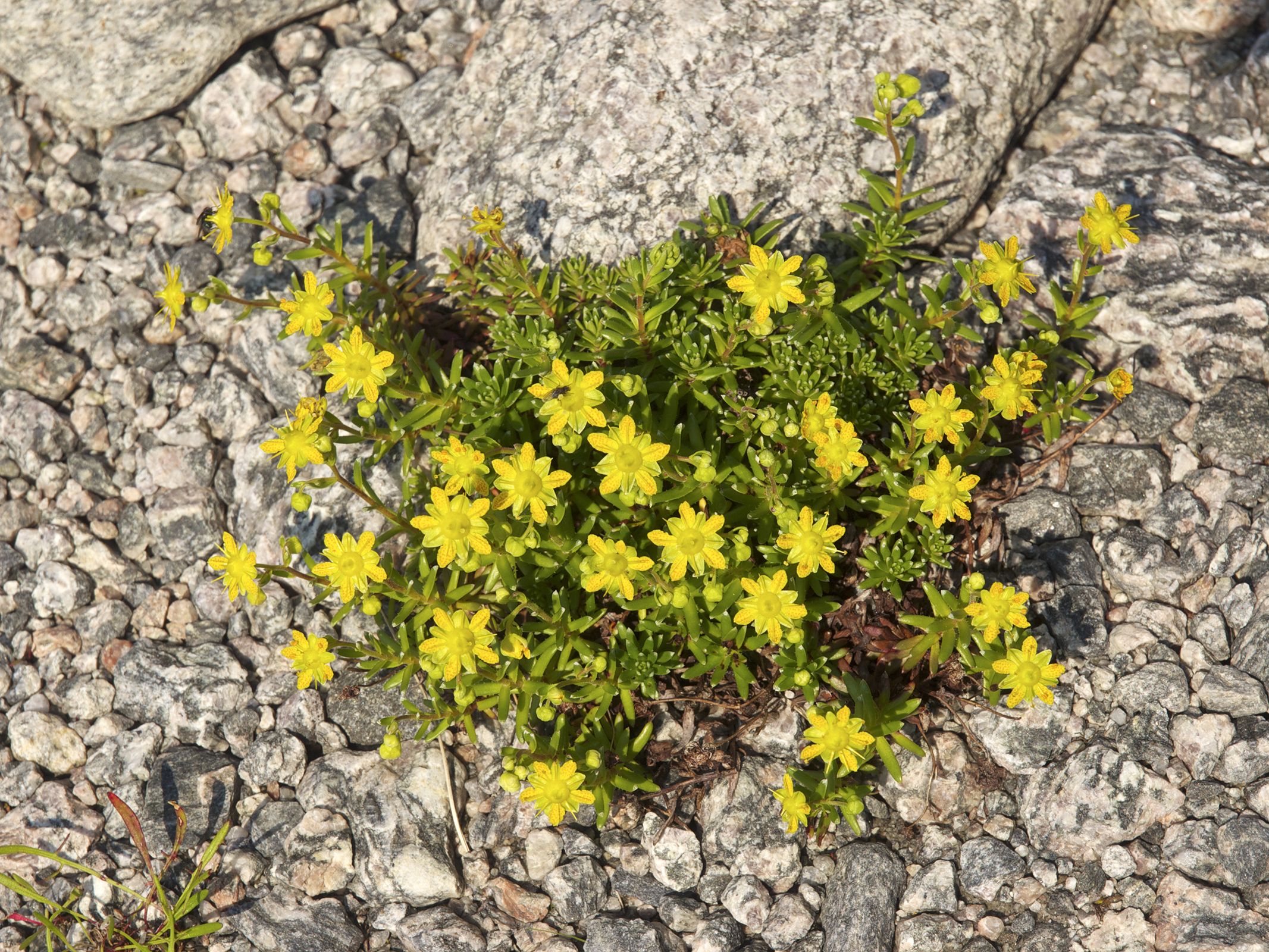
Saxifrage faux Orpin.
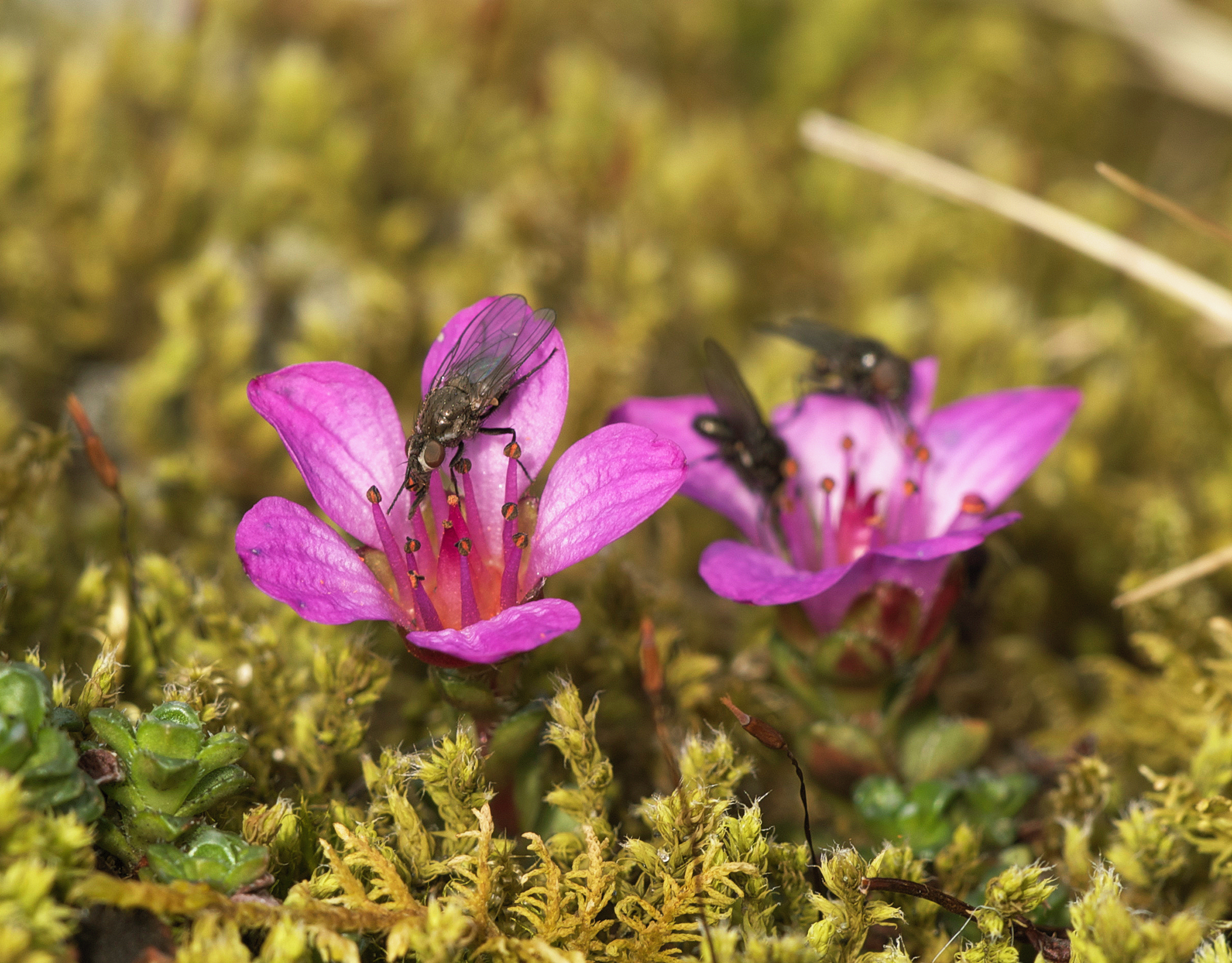
Saxifrage à feuilles opposées.
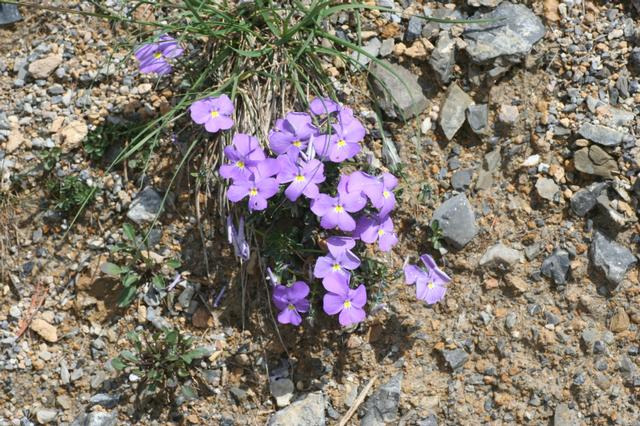
Pensée du Mont-Cenis.
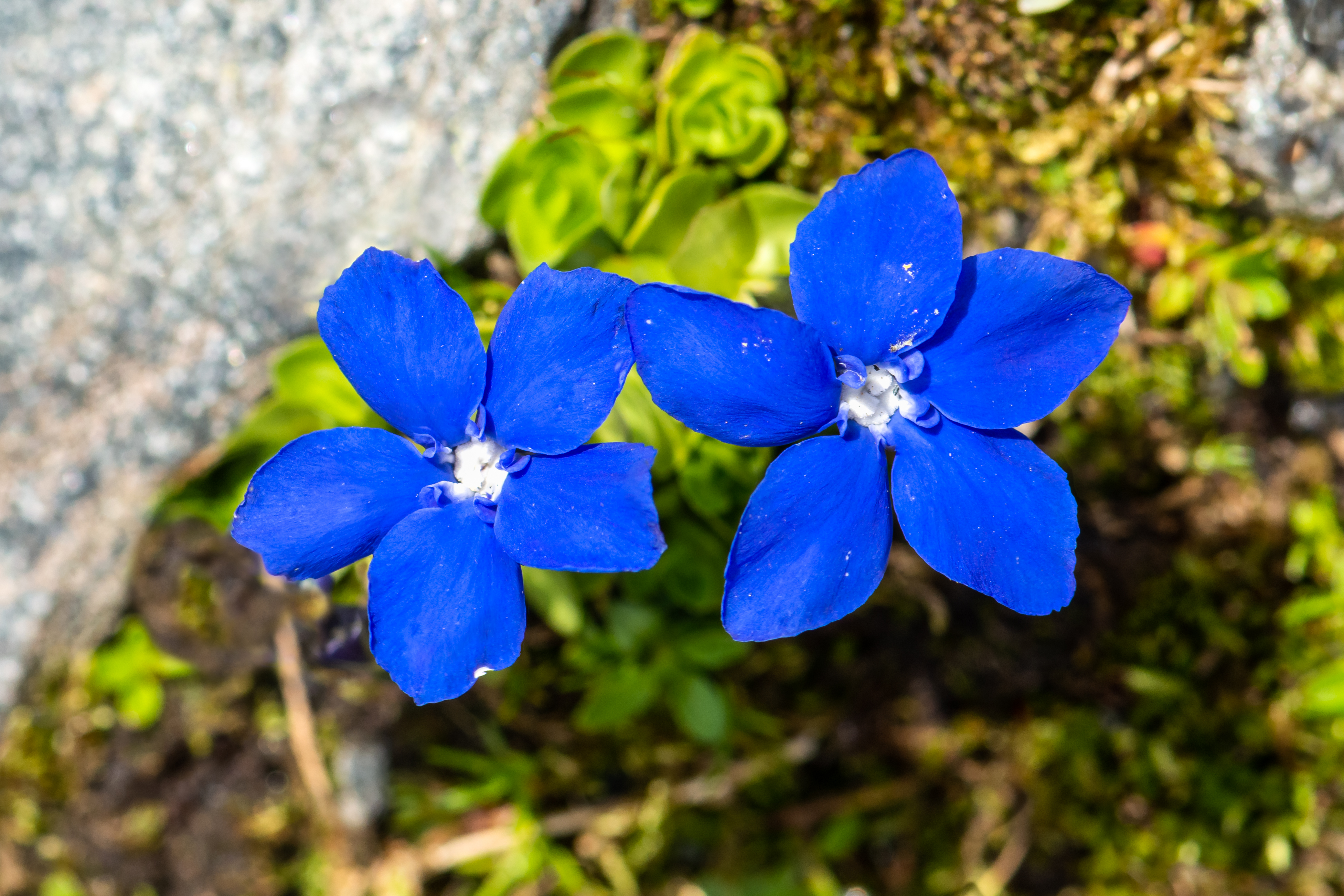
Gentiane de Bavière.

La faune des dents du Midi est, comme dans l'ensemble des Alpes valaisannes, principalement composée de chamois (Rupicapra rupicapra), de marmottes (Marmota) et de bouquetins (Capra ibex). Elle comprend aussi diverses espèces d'oiseaux, tels que le tichodrome échelette (Tichodroma muraria), le lagopède alpin (Lagopus muta), le gypaète barbu (Gypaetus barbatus) et parfois le vautour fauve (Gyps fulvus). Environ 40 000 alevins sont introduits chaque année au lac de Salanfe, où la pêche est autorisée. Enfin, des troupeaux de vaches sont parfois installés autour du lac,.

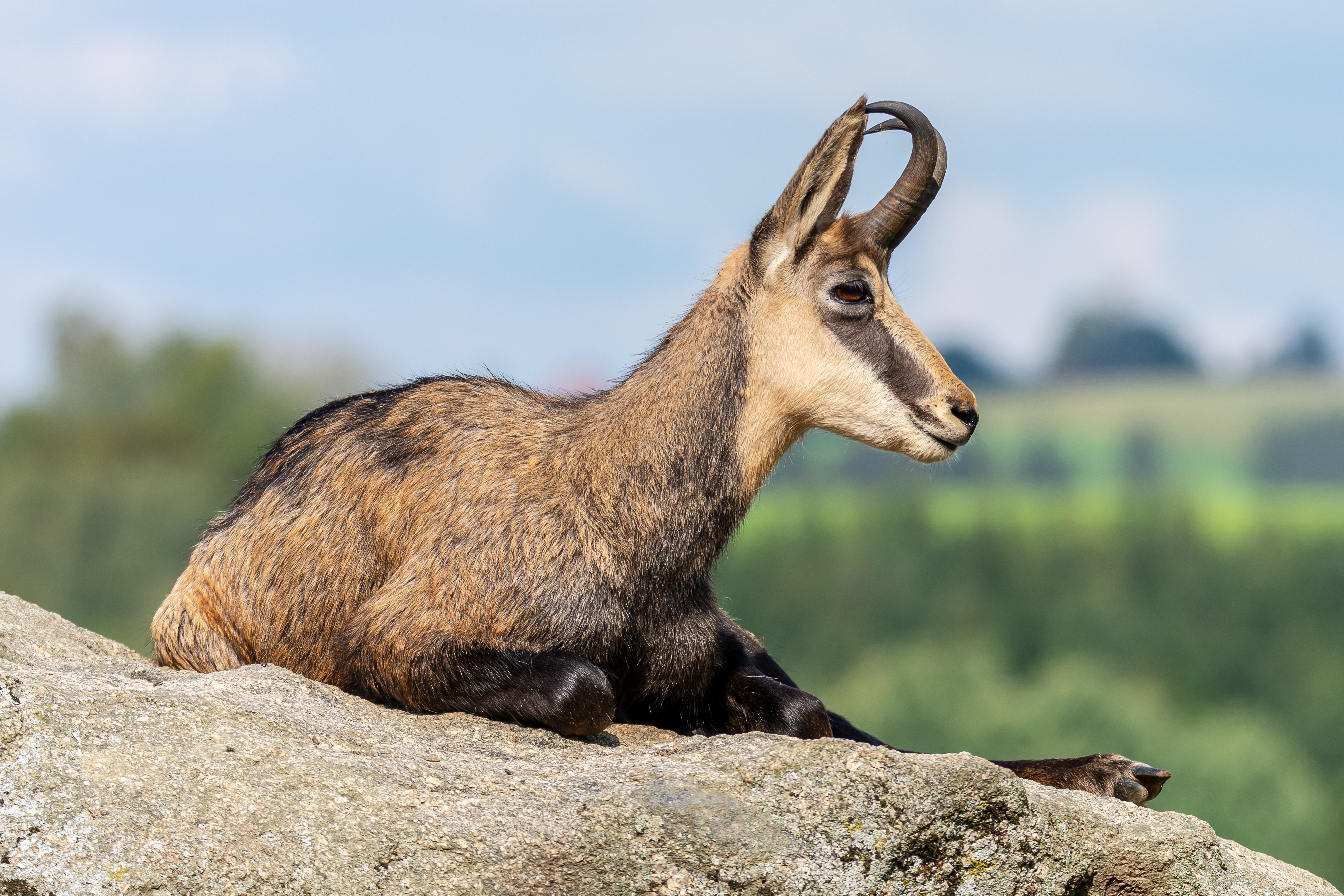
Chamois.
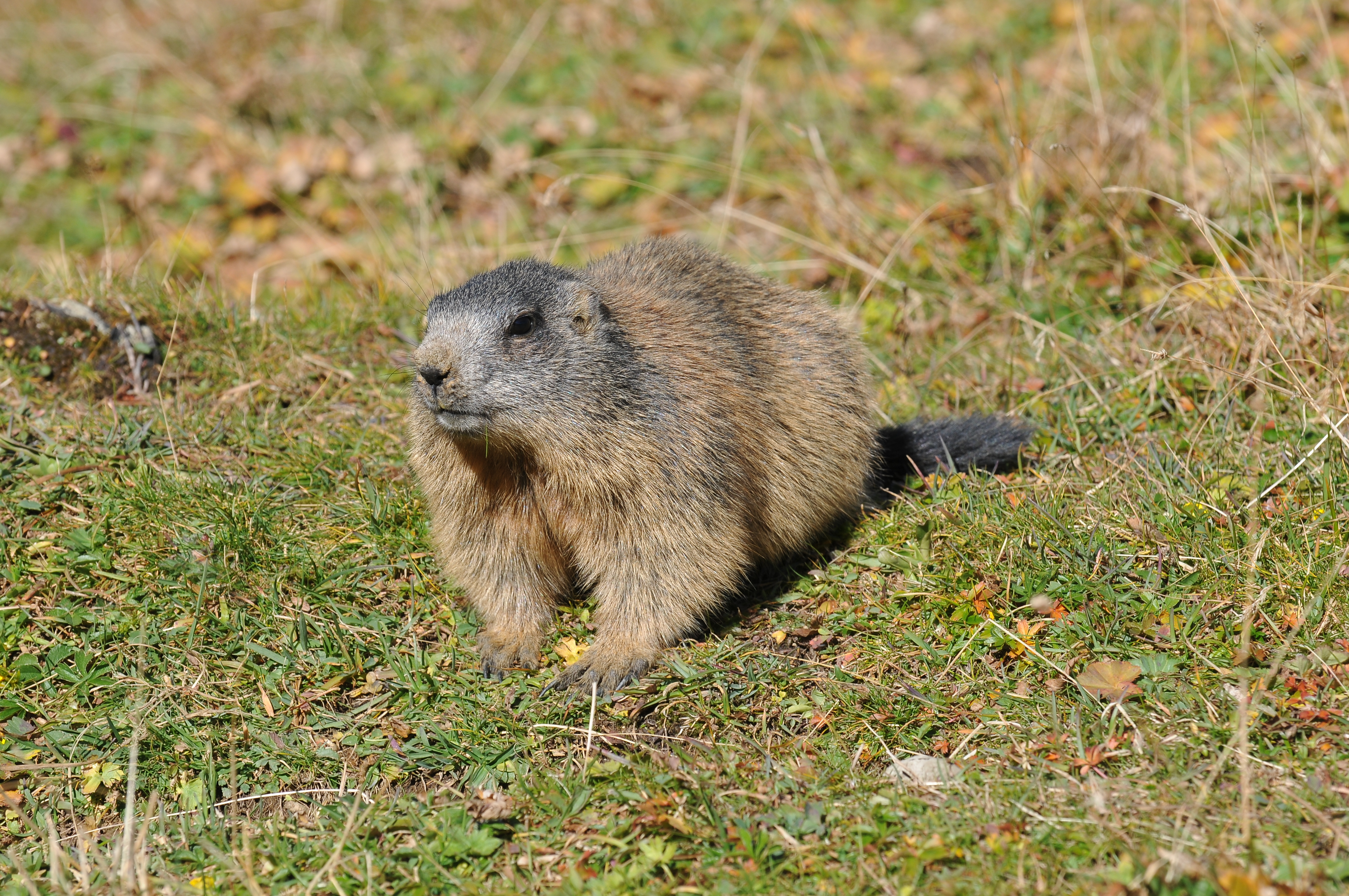
Marmotte.
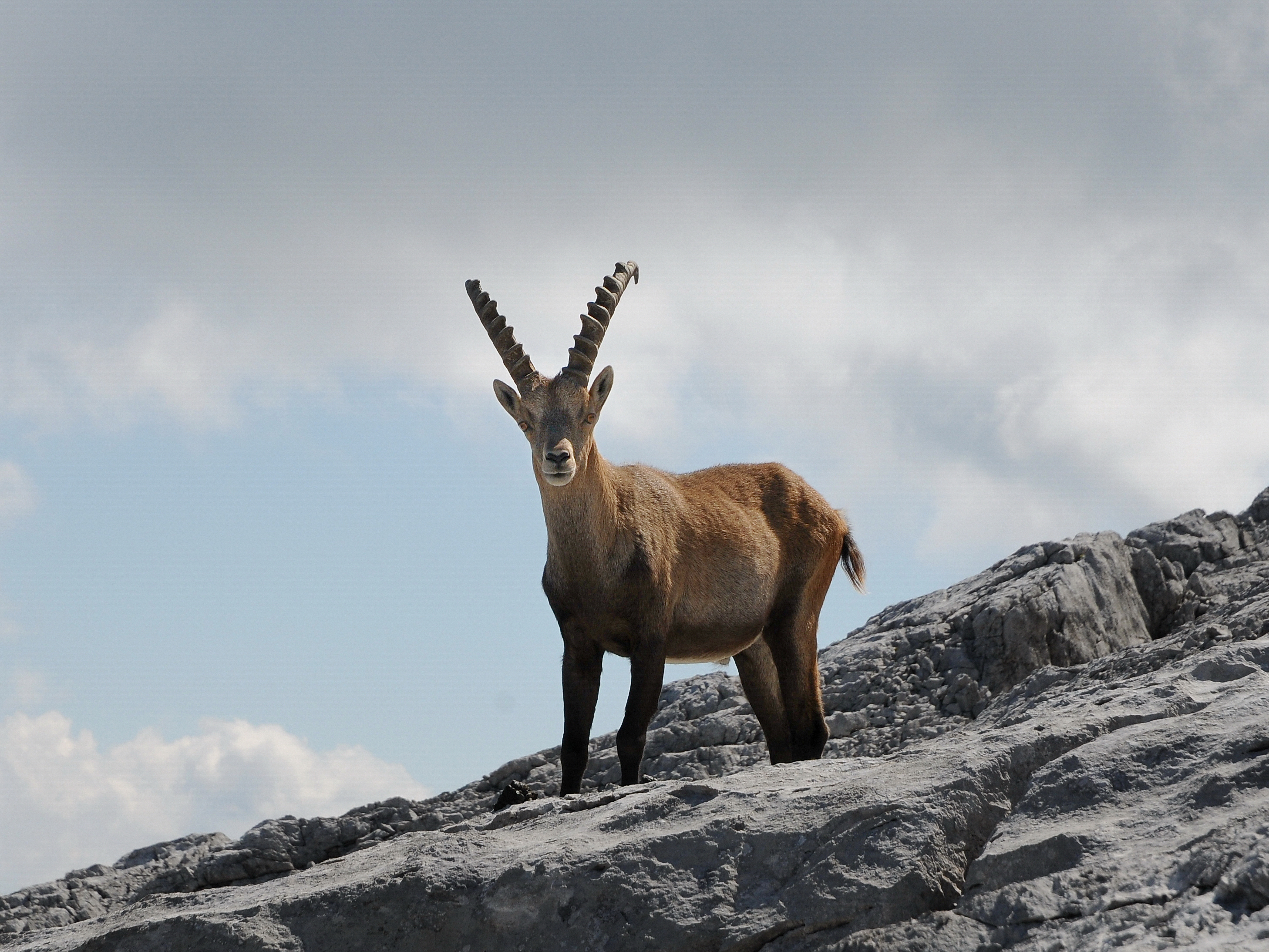
Bouquetin des Alpes.
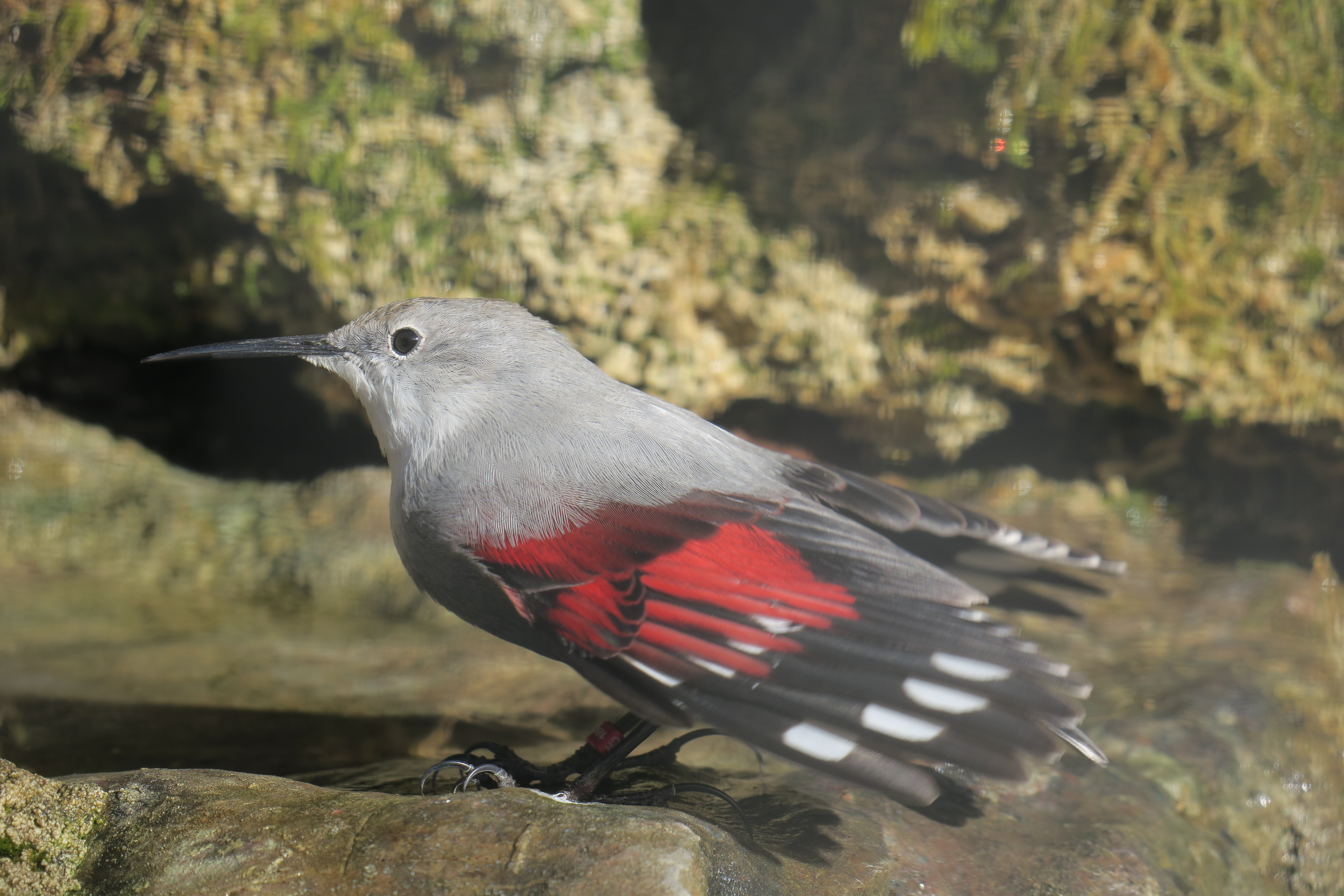
Tichodrome échelette.
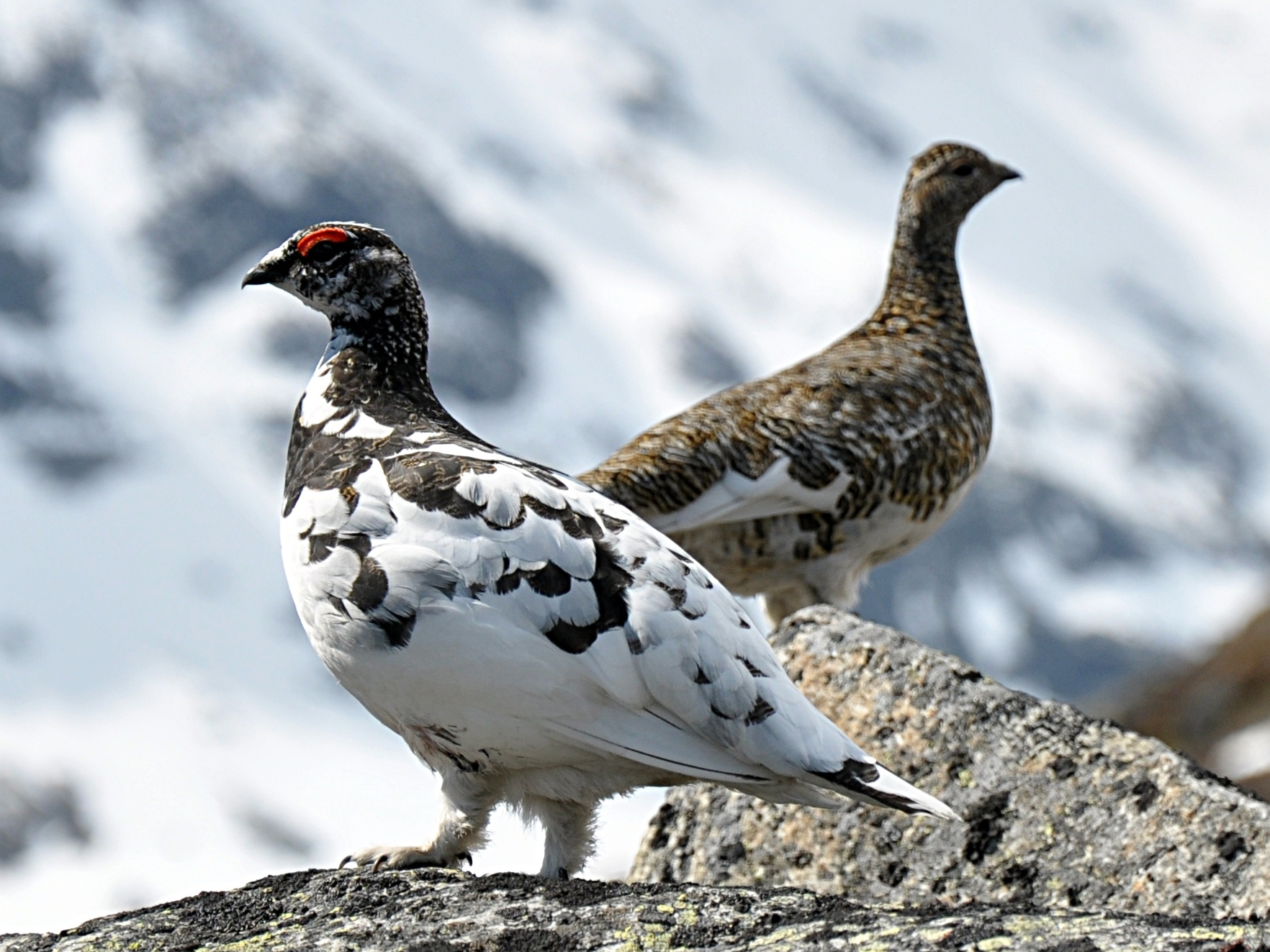
Lagopède alpin.
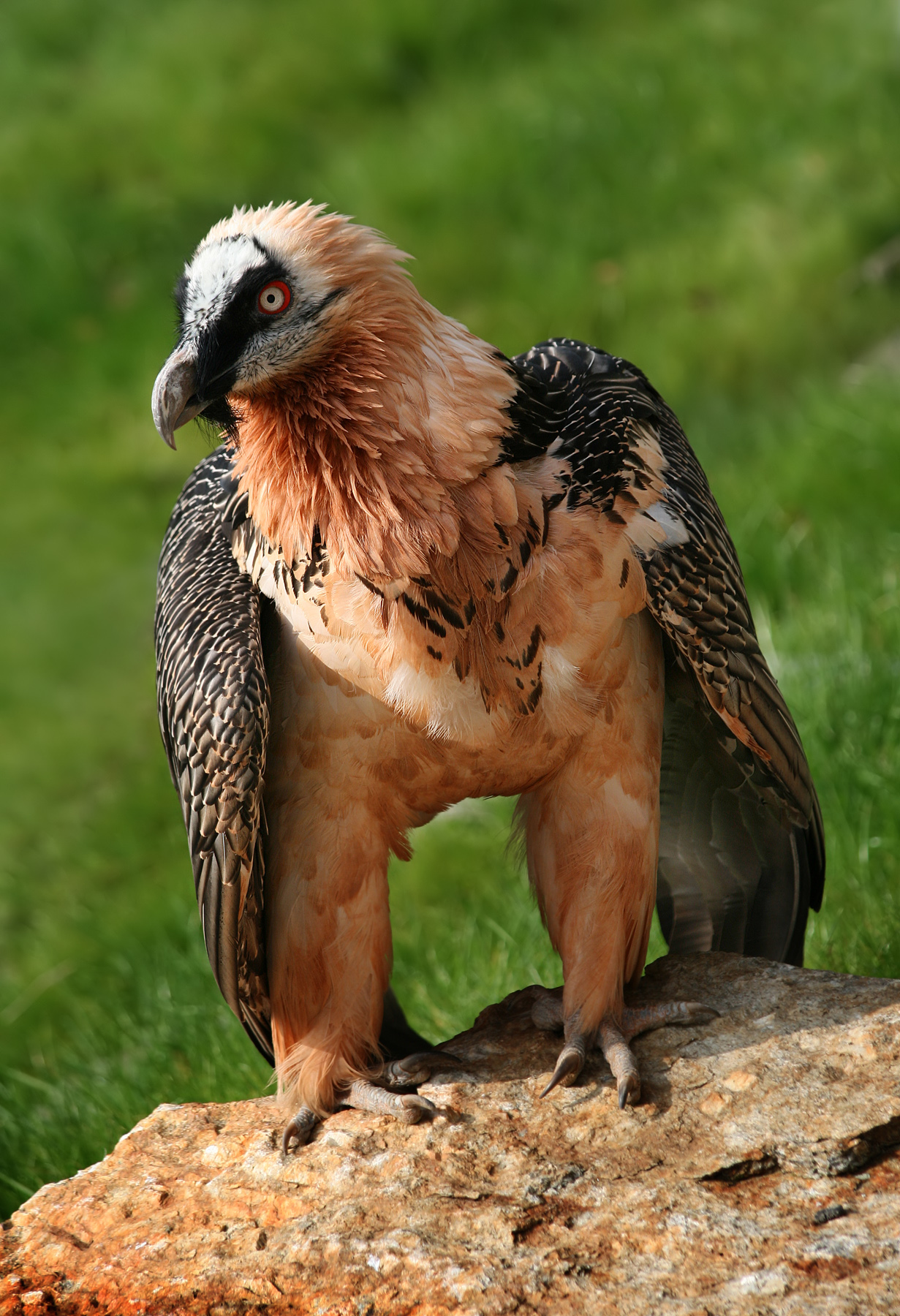
Gypaète barbu.

## Histoire

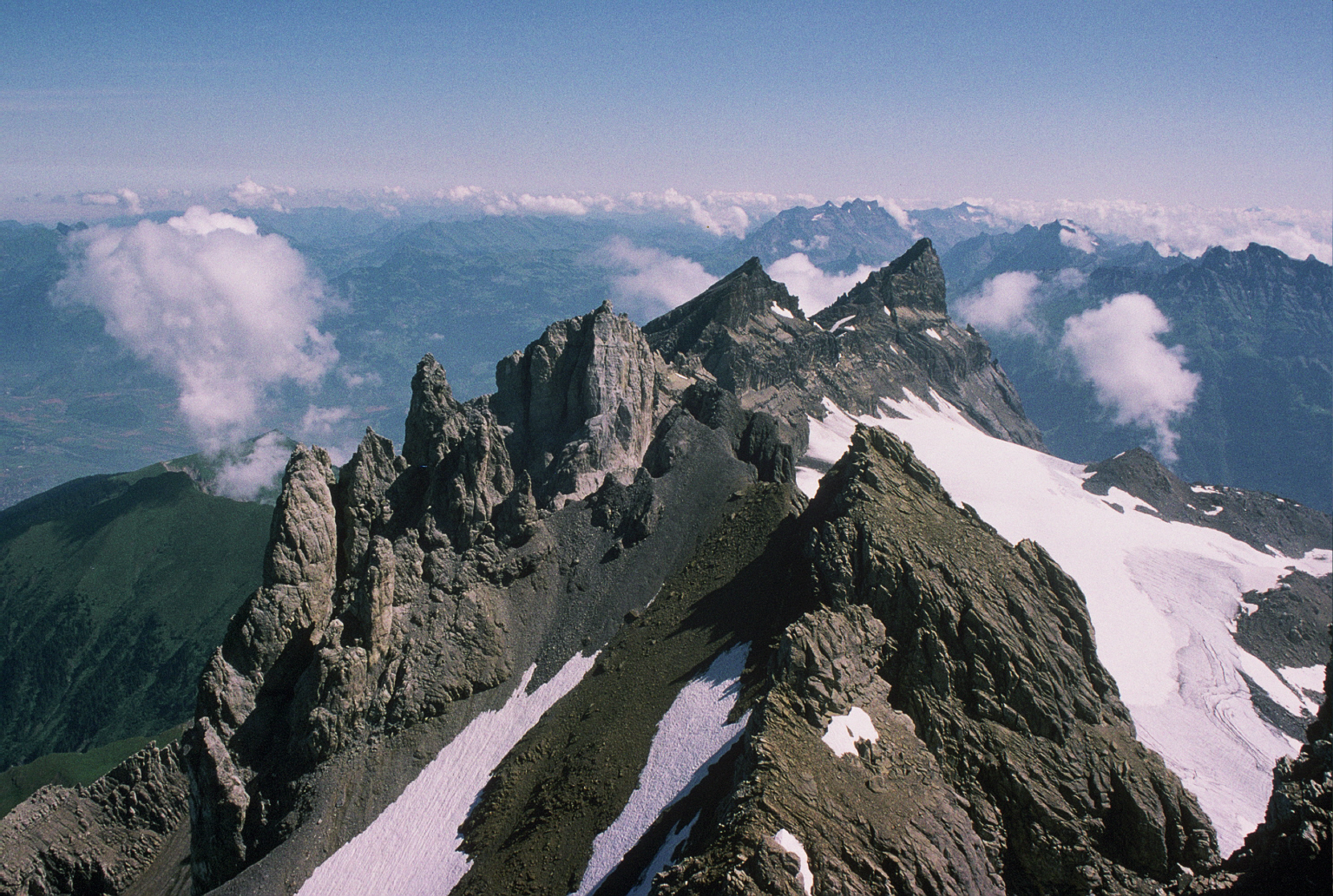
Vue de six des dents du Midi depuis le sommet de la Haute Cime.

Le val d'Illiez est habité depuis l'Antiquité, mais il faut attendre la fin du XVIIIe siècle pour voir les premières ascensions des dents du Midi. Anciennement, les montagnes inspirent la crainte et sont parfois considérées comme habitées par le Diable. En 1784, le vicaire de Val-d'Illiez Jean-Maurice Clément, passionné d'alpinisme, devient le premier à escalader la Haute Cime. En 1832, le prêtre de Val-d'Illiez Jean-Joseph Gillabert fait installer la première croix au sommet de la Haute Cime. Dix ans plus tard, le 16 août 1842, une expédition menée par Nicolas Délez et comprenant le chanoine Bruchon de l'abbaye de Saint-Maurice et quatre autres personnes réalise la première ascension de la cime de l'Est. Parti depuis l'alpage de Salanfe, le chanoine Bruchon déclare dans un texte pour la Gazette du Simplon avoir traversé « mille difficultés » pour arriver au sommet de la dent, mais décrit la vue comme étant « le spectacle le plus ravissant ». Les conditions étant très difficiles, la cime de l'Est est peu escaladée durant le reste du XIXe siècle. Certains doivent s'y prendre à plusieurs fois avant de réussir, et les cloches de l'église de Salvan sonnent à chaque fois que quelqu'un accède au sommet. Au début du XXe siècle, cette tradition s'arrête cependant, car on dénombre dès lors plus d'une centaine d'ascensions par année.
Le 7 juin 1870, l'écrivain et alpiniste Émile Javelle, accompagné d'un guide, est le premier à atteindre le sommet de la Forteresse. La dent Jaune est gravie pour la première fois le 24 août 1879. L'escalade, d’un seul jour, est conduite par les guides Fournier et Bochatay. L'ascension est simplifiée par la proximité de l'alpe de Salanfe, où l’on peut se réfugier en cas de difficultés. Deux ans plus tard, le 31 août 1881, Auguste Wagnon, Beaumont et leur guide Édouard Jacottet réalisent la première ascension de la Cathédrale. Les Doigts sont gravis en deux fois : d'abord le Doigt de Champéry en 1886 par Auguste Wagnon, Beaumont et un guide, puis le Doigt de Salanfe par Breugel et son guide en 1892. Le dernier sommet à être escaladé est l'Éperon, le 8 août 1892 par Janin et son guide.

Vue aérienne du versant sud des dents du Midi et du glacier Plan Névé en 1919.

En 1902, lors du nivellement topographique de la Suisse pour l'Office fédéral de topographie, le fondateur de Wild Heerbrugg Heinrich Wild se retrouve dans une tempête au sommet des dents du Midi. L'équipement étant lourd et difficile à transporter, il ne parvient pas à terminer la prise de mesure et doit quitter les lieux en urgence. Cet événement le motive dès lors à concevoir un théodolite aisément transportable. L'outil représente une révolution dans le domaine de la géomatique et est encore utilisé aujourd'hui. En 1942, le club alpin de Saint-Maurice célèbre le centenaire de la première ascension de la cime de l'Est en érigeant une croix métallique au sommet de la dent.
Le 23 décembre 1970, les guides Werner Kleiner et Marcel Maurice Demont effectuent la première ascension hivernale de la cime de l'Est, la Forteresse et la Cathédrale. Le 2 mars 1980, Beat Engel et Armand Gex-Fabry, respectivement professeur de ski et employé de Télé-Champoussin, réalisent la première descente hivernale à ski du couloir des Doigts. Partis à 2 h du matin d'un hameau au-dessus de Salvan, la montée représente alors treize heures d'effort pour deux de descente. En 1981, Beat Engel tente avec Diego Bottarel, également professeur de ski, d'atteindre le sommet de la Haute Cime avec une montgolfière pour ensuite descendre le couloir des Doigts. La tentative se solde par un échec, les conditions météorologiques ne leur permettant pas de se poser.

## Activités

### Tourisme sportif
Plusieurs dizaines de kilomètres de sentiers sillonnent les dents du Midi. Le trail des dents du Midi, une course pédestre créée en 1961 par Fernand Jordan, a lieu chaque année à la mi-septembre entre 1963 et 2000, et depuis 2011. La course est longue de 57 kilomètres pour 3 700 mètres de dénivelé positif ; c'est la première du genre en Europe et le précurseur du trail. En 1975, le succès du trail entraîne la création d'un sentier faisant le tour des dents du Midi. Ce chemin de 42,5 kilomètres propose un dénivelé total de 6 000 mètres ; il est accessible depuis Champéry, les Cerniers, Mex, Salvan et Vérossaz. Neuf refuges se situent sur le tour et permettent d'effectuer les 18 heures de marche en plusieurs jours. Depuis 2010, les sentiers sont entretenus par l'association du Tour des dents du Midi. Cette association réunit les communes, les responsables des refuges, les guides et les accompagnateurs de montagne locaux.

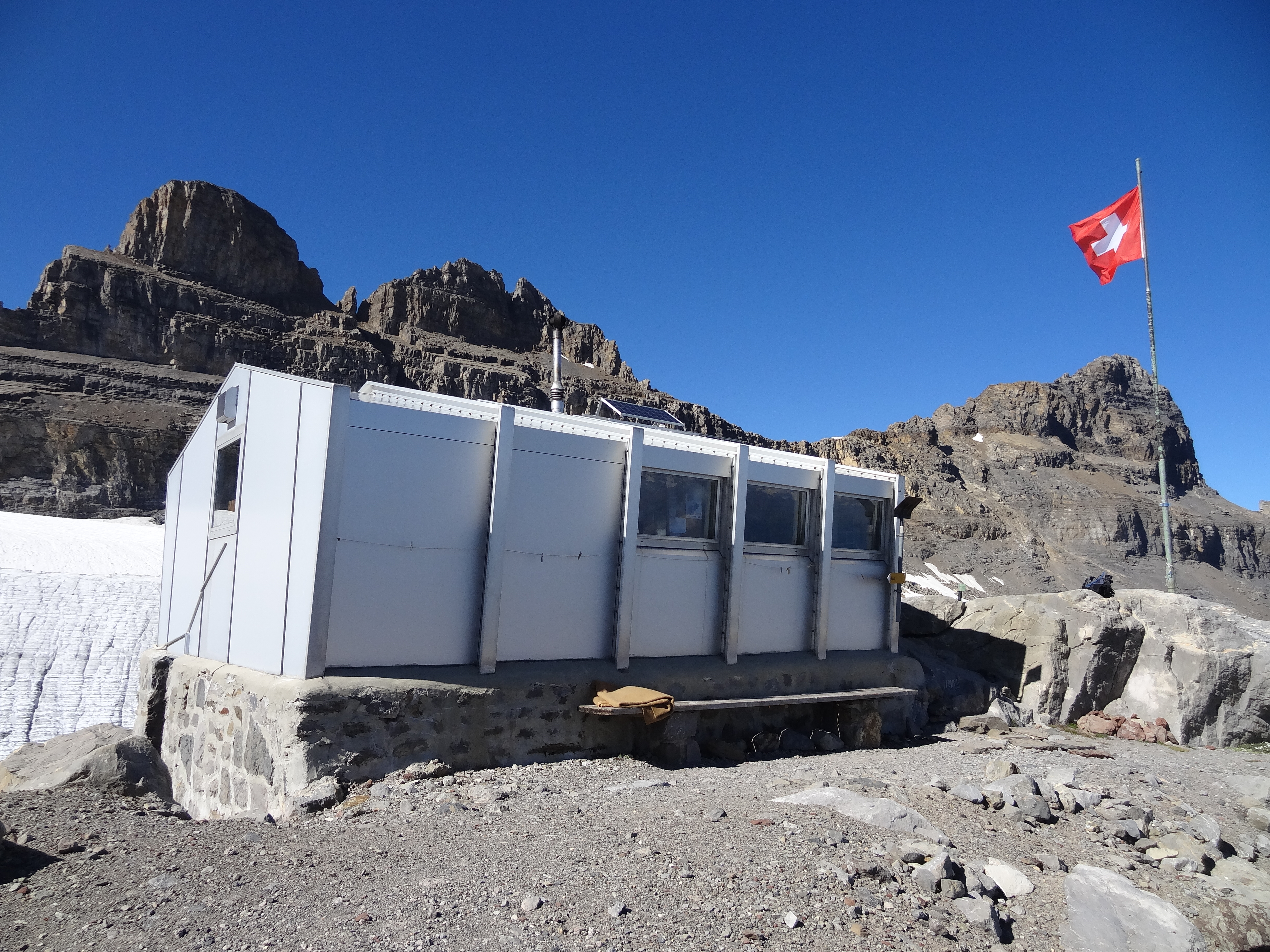
Le refuge des dents du Midi.

L'accès aux sommets des dents du Midi est possible en été sous forme de trek et en hiver en ski de montagne ou escalade mixte. La voie normale pour la cime de l'Est part du refuge des Dents du Midi (2 884 m), sur le versant sud, en traversant le glacier Plan Névé. À une centaine de mètres après le col de la Cime de l'Est, qui n'est plus utilisé car encombré d'éboulis, elle escalade un flanc de montagne, soit en empruntant le couloir Rambert, qui peut être enneigé, soit en le contournant. Au sommet de ce couloir se trouve un chemin à flanc de coteau sur la face nord qui se termine à une vingtaine de mètres en dessous du sommet. Le sommet est également accessible depuis le refuge de Chalin (2 595 m) en escaladant la face nord-est de la cime de l'Est ou en escaladant le pilier Harlin. La voie normale pour la Forteresse est similaire à celle de la Cathédrale. Elle part du refuge de Chalin, sur le versant nord, rejoint l'alpage du même nom et gravit l'arête de Soi, qui est équipée, avant d'arriver dans le couloir Forteresse-Cathédrale. Depuis le sommet du couloir, appelé la Fenêtre de Soi, les deux sommets sont accessibles à la grimpe. La Fenêtre de Soi est également accessible à pied depuis le refuge des Dents du Midi. L'accès à la dent Jaune se fait par la Vire des Genevois. Cette voie part du refuge des Dents du Midi, traverse le glacier Plan Nevé jusqu'au col de la Dent Jaune, longe le pic sur une vire puis suit l'arête jusqu'au sommet de la dent Jaune. La voie normale de la Haute Cime débute à la cabane de Susanfe (2 102 m), longe le torrent Saufla jusqu'au col de Susanfe et traverse des pierriers jusqu'au sommet.

### Économie

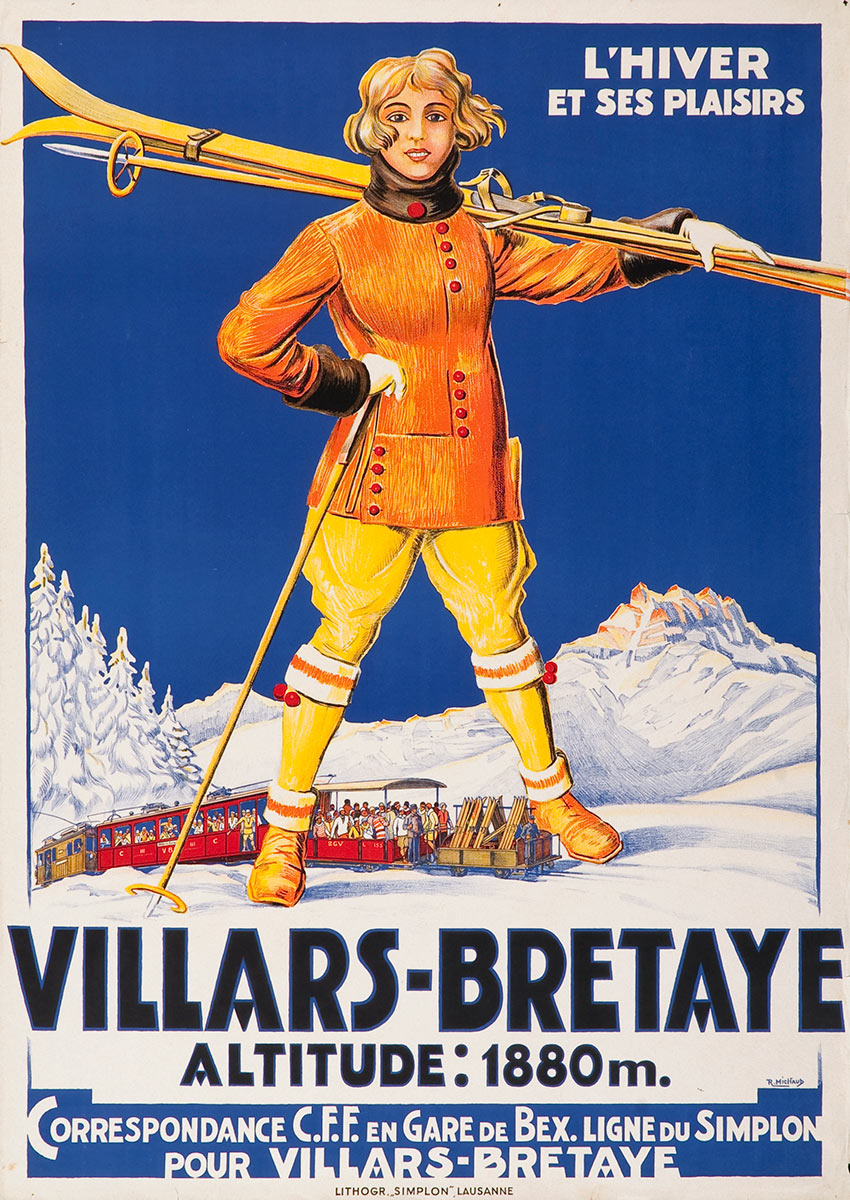
Affiche publicitaire de 1930 pour le chemin de fer Bex-Villars-Bretaye.

L'émergence du tourisme au XIXe siècle voit plusieurs hôtels ouvrir dans les villages du val d'Illiez. Dès 1857, la construction du Grand Hôtel de la Dent du Midi permet à Champéry de s'agrandir, l'image des dents du Midi étant largement utilisée pour promouvoir le village. En dehors du val d'Illiez, les villages de Bex, Gryon et Leysin exploitent également le relief des dents du Midi dans leur matériel promotionnel, tout comme certains hôtels sur les rives suisses du lac Léman. En 2018, les communes de Champéry, Troistorrents et Val-d'Illiez se sont unies avec les Portes du Soleil et d'autres associations locales pour créer un organe de gestion touristique au nom de Région dents du Midi. Son but est principalement d'unifier la politique de développement touristique du val d'Illiez.
La brasserie 7 Peaks, située à Morgins, base sa marque sur l'image des dents du Midi. Son nom fait référence aux « sept pics » du chaînon, qui donnent leur nom aux sept styles de bières proposés.

### Protection environnementale
Il existe deux sites protégés sur le versant nord-est des dents du Midi : l'Aiguille et le Teret. Ces zones de 4 ha chacune ont été classées en 2017 dans le but de conserver les prairies et pâturages secs de Suisse, dont près de 95 % ont disparu depuis 1900.

## Culture

### Œuvres culturelles

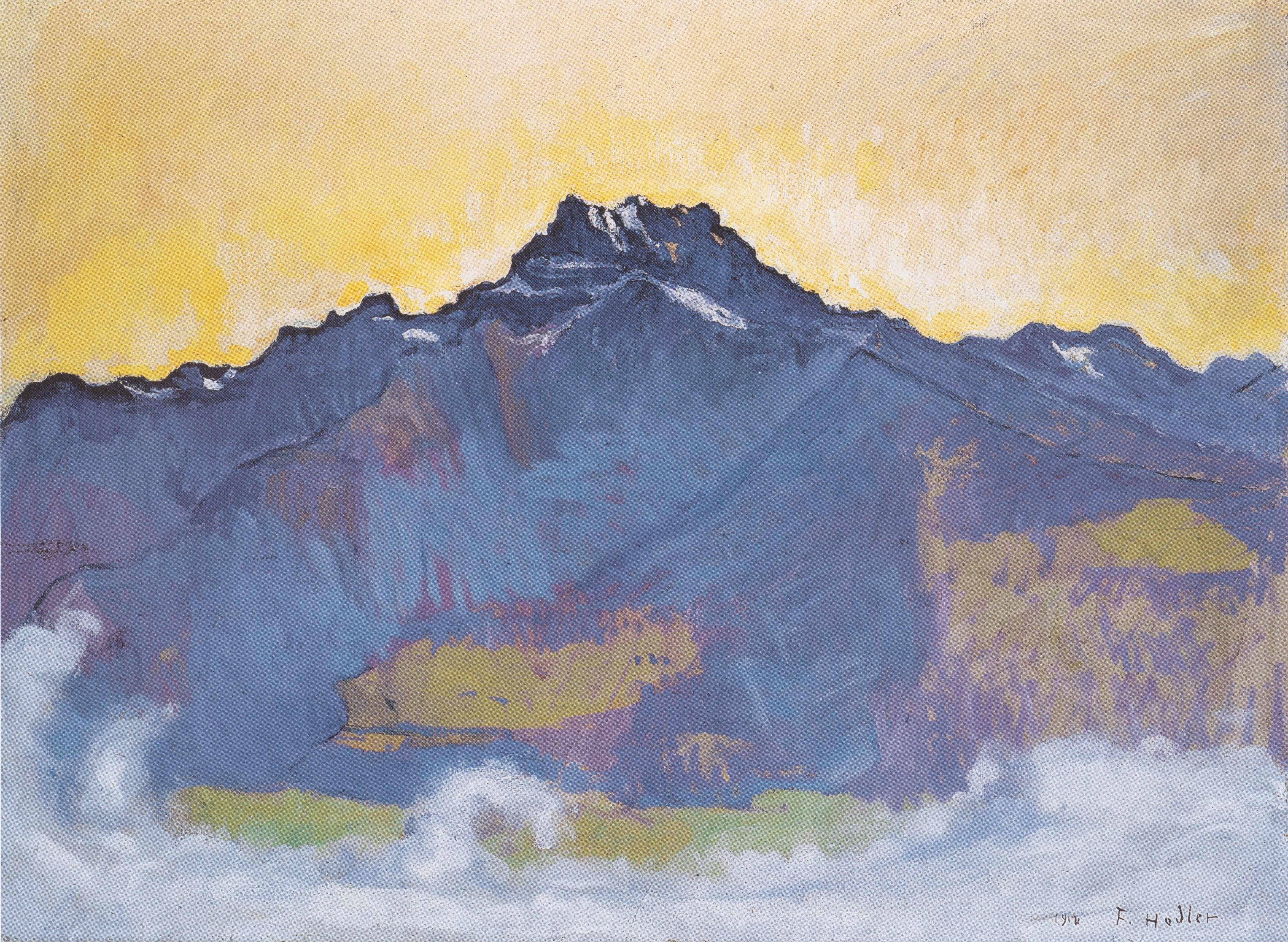
Peinture des dents du Midi de Ferdinand Hodler.

Les dents du Midi sont représentées en peinture par de nombreux artistes, le plus souvent en trame de fond pour des peintures de villages, du Léman ou du château de Chillon, mais aussi seules. Gustave Courbet, par exemple, signe des toiles intitulées Château de Chillon et Vue du lac Léman dans lesquelles elles sont reconnaissables en arrière-plan.
Elles sont également décrites ou mentionnées par Alexandre Dumas dans Impressions de voyage en Suisse, Charles Ferdinand Ramuz dans La guerre dans le Haut-Pays et Vendanges, Eugène Rambert dans Bex et ses environs et Les Alpes suisses, Étienne Pivert de Senancour dans Oberman, Maurice Bonvoisin dans La vie à Champéry et enfin Émile Javelle dans Souvenirs d'un alpiniste.
En 2022, les dents du Midi servent de décor à la série télévisée suisse Hors-Saison, tournée dans le val d'Illiez.

### Culture populaire
Les dents du Midi figurent depuis 1946 sur les armoiries de la commune de Val-d'Illiez. Elles ont également été utilisées sur les billets de 10 farinets, une monnaie locale valaisanne nommée d’après Joseph-Samuel Farinet qui a circulé entre 2017 et 2019. Les dents du Midi font partie des montagnes choisies pour la photo officielle du Conseil fédéral de 2024.